# لیبرتی پل (ویسکانسین)
لیبرتی پل (به انگلیسی: Liberty Pole) یک منطقهٔ مسکونی در ایالات متحده آمریکا است که در شهرستان ورنن، ویسکانسین واقع شده‌است. لیبرتی پل ۳۶۶٫۰۷ متر بالاتر از سطح دریا واقع شده‌است.